# 中央網路報
《中央網路報》（英語：CDNews），是台灣一家網路新聞媒體，創立當時名稱《中央日報網路報》，2016年12月13日改為現名。現由偉業投資股份有限公司營運，總部位於臺北市中山區龍江路23號2樓。

## 概要
由於敵不過網路媒體的競爭，《中央日報》印刷版於2006年6月1日停刊，退出台灣媒體市場。經過將近三個月的籌劃，《中央日報》於2006年9月13日完成轉型推出網路報。
其組織架構包括董事會、社本部及編輯部，編輯部下設採訪中心、編輯中心以及業務中心。該報標榜的五大主軸是：維持《中央日報》的言論風格；推展互惠互利的台灣海峽兩岸經貿交流，追求台灣海峽的和平、穩定、發展與兩岸雙贏；針對重大議題提供深度分析專論；蒐羅多元資訊、新知服務讀者；捍衛言論自由、忠實反映民意心聲。
自2018年6月，《中央網路報》網頁開始無法載入至今。

## 趣聞
- 在多家媒體於「2017年在高雄舉辦的《LOL英雄聯盟》亞洲對抗賽」後該月11日、12日刊登新聞「陸電競隊在台遭辱 台灣觀眾風度有這麼差？」[5]、『中國電競選手在台遭辱 對岸網友批「灣灣難怪越來越讓人瞧不起」』[6]，引發網路鄉民查詢影片反駁澄清，證明當時影片有掌聲沒有噓聲 [7]之後。CDNews在26日刊登了一篇中國學者投稿的內容不符事實文章「兩岸/陸學者周忠菲：台灣青年對大陸為何近而視之遠？」[8]。

## 外部連結
- 官方网站 （中文）
- 中央網路報的Facebook專頁 （中文）